# لعيادة (العتامنة)
لعيادة هو دُوَّار يقع بجماعة لعثامنة، إقليم بركان، جهة الشرق في المملكة المغربية. ينتمي الدوّار لمشيخة العتامنة التي تضم 7 دواوير. يقدر عدد سكانه بـ 528 نسمة حسب الإحصاء الرسمي للسكان والسكنى لسنة 2004.

## روابط خارجية
- البوابة الوطنية للجماعات الترابية نسخة محفوظة 12 مارس 2018 على موقع واي باك مشين.
- المندوبية السامية للتخطيط